# Wayne Shorter
Wayne Shorter (født 25. august 1933 i Newark, New Jersey, USA, død 2. marts 2023) var en amerikansk saxofonist og komponist. Han var sammen med John Coltrane en af de mest betydningsfulde tenorsaxofonister fra 1960'erne. Han startede i 1959 som medlem i Art Blakeys Jazz Messengers og spillede derefter i Miles Davis' berømte kvintet, som også indbefattede pianisten Herbie Hancock, bassisten Ron Carter og trommeslageren Tony Williams. 
Shorter dannede derefter sine egne grupper og indspillede en del vigtige plader, som nu regnes som jazzklassikere. I 1970 dannede han sammen med keyboardspilleren Joe Zawinul gruppen Weather Report, som eksisterede til 1986. Gruppen var en nytænkende fusionsgruppe med stillistiske elmenter fra hele verden med numre som "Birdland" og "Black Market". Derefter dannede han atter sin egen gruppe, som eksisterede med forskellig besætninger.

## Diskografi
- Introducing Wayne Shorter
- Wayne Shorter
- Wayning Moments
- Second Genesis
- Night Dreamer
- JUJU
- Speak No Evil
- The Soothsayer
- The All-seeing Eye
- Etcetera
- Adam´s Apple
- Shizophrenia
- Super Nova
- Odyssey Of Iska
- Motto Grosso Feio
- Native Dancer
- Atlantis
- Phantom Navigator
- Joy Rider
- High Life
- Footprints (Live)
- Alegria